# Ken Jebsen
Ken Jebsen, né en 1966 sous le nom de Kayvan Soufi-Siavash, est un complotiste allemand d'origine iranienne.

## Biographie
En 2012, il tient des propos complotistes accusant les « sionistes » d'infiltrer les États-Unis et les médias de masse.
En 2014 il est un des fers de lance d'une série de manifestations en Allemagne nommée Vigiles pour la paix ayant lieu tous les lundis. Il s'agit d'un mouvement conspirationniste se proclamant anti-impérialiste et qui dénonce le pouvoir de la Réserve fédérale américaine.
Il dirige le site Internet KenFM, qui diffuse des théories du complot. La chaîne YouTube du site est suspendue par YouTube en 2020 en raison d'enfreintes au règlement du site en ce qui concerne la désinformation médicale.